# Museo y Salón de la Fama del Country
El Museo y Salón de la Fama del Country (Country Music Hall of Fame and Museum, en inglés) es un museo cuya misión es documentar la historia de la música country y honrar a sus principales artistas. Dentro del museo se encuentra el Salón de la Fama como tal, que consiste en un conjunto de placas honoríficas de las principales y más famosas figuras de la música country, además de personalidades destacadas en la música vernácula estadounidense. Los miembros son designados por la Country Music Association.

## Historia
El Museo y Salón de la Fama de la Música Country posee la colección más grande del mundo de objetos relacionado con la música country. En 1958, se fundó en Nashville, Tennessee, la Asociación de Música Country (CMA) con el objetivo de promocionar este estilo musical en todo Estados Unidos. A principios de la década de 1960, los directivos de la CMA determinaron que se necesitaba una nueva organización para operar un museo de música country y actividades relacionadas más allá del alcance de la asociación como una simple organización comercial. Con este fin, la fundación sin fines de lucro Country Music Foundation (CMF) fue autorizada por el estado de Tennessee en 1964 para recopilar, preservar y publicitar información y objetos relacionados con la historia de la música country. A través de la CMF, los líderes de la industria recaudaron dinero con el esfuerzo de la directora ejecutiva de CMA, Jo Walker-Meador para construir el Museo y Salón de la Fama de la Música Country, que se inauguró el 1 de abril de 1967. El edificio original era una estructura en forma de granero ubicada en la cabecera del popular distrito conocido como Music Row, de la ciudad de Nashville. Este salón de la fama se inspiró en el National Baseball Hall of Fame and Museum en Cooperstown, Nueva York. En este punto, los objetos comenzaron a exhibirse y se inició una pequeña biblioteca en un desván sobre una de las galerías del museo.
A principios de la década de 1970, el sótano del edificio del museo estaba parcialmente terminado y comenzó la expansión de la biblioteca, que incluía no solo grabaciones, sino también libros y publicaciones periódicas, partituras y cancioneros, fotografías, documentos comerciales y otros materiales. En principio, las instalaciones habían estado gestionadas por personal de CMA, pero en 1972, el museo (ya gobernado por su propia junta directiva independiente) contrató su propio personal.
La expansión del edificio tuvo lugar en 1974, 1977 y 1984 para almacenar y exhibir la creciente colección de trajes, películas, automóviles históricos, instrumentos musicales y otros objetos del museo. Se creó un departamento de educación para llevar a cabo programas continuos con las escuelas de Tennessee, se inició un programa de historia oral y se inauguró un departamento de publicaciones para manejar libros, así como la Revista de Música Country. 
Para volverse más accesible, el Museo y Salón de la Fama de la Música Country se trasladó a una nueva instalación de 13.000 metros en el corazón del distrito de arte y entretenimiento del centro de Nashville en mayo de 2001. En 2014, el museo dio a conocer una inversión de 100 millones de dólares para duplicar el tamaño de las instalaciones, con la apertura de nuevas galerías, archivos, aulas de educación, tiendas minoristas y espacios para eventos especiales.
Además de las galerías, el museo cuenta con el Teatro CMA de 776 asientos, el Centro de Educación Taylor Swift y espacios de alquiler para eventos de usos múltiples. Otras propiedades históricas del Museo y Salón de la Fama de la Música Country incluyen una de las imprentas tipográficas más antiguas del país, Hatch Show Print (ubicada dentro del museo) y el histórico RCA Studio B (ubicado en el Music Row), el estudio de grabación más antiguo de Nashville, donde se realizaron grabaciones de los miembros del Country Music Hall of Fame, Elvis Presley, Dolly Parton o Waylon Jennings, entre otros muchos.

## El Salón de la Fama de la Música Country
Para un profesional en el campo de la música country, ser miembro del Salón de la Fama de la Música Country es uno de los más altos honores que puede otorgar el género. La invitación se puede extender a artistas, compositores, locutores, músicos y ejecutivos en reconocimiento a sus contribuciones al desarrollo de la música country. El honor del salón de la fama fue creado en 1961 por la Asociación de Música Country (CMA). Los primeros miembros fueron Hank Williams, Jimmie Rodgers y Fred Rose. Roy Acuff, el primer artista vivo en unirse al Salón de la Fama, fue elegido en 1962.
A lo largo de la historia del Salón de la Fama, el número de nuevos miembros admitidos cada año ha variado de uno a doce (ningún candidato fue admitido en 1963, ningún candidato recibió suficientes votos). La elección al Salón de la Fama de la Música Country es prerrogativa exclusiva de la CMA. Los nuevos miembros, elegidos anualmente por un panel de ejecutivos de la industria elegidos por la CMA, son admitidos formalmente durante la Ceremonia del Medallón, parte de la reunión anual de miembros del Salón de la Fama de la Música Country organizada por el Museo y Salón de la Fama de la Música Country. 
Los retratos en bajorrelieve (similares a los del Salón de la Fama del Béisbol en Nueva York) fundidos en bronce en honor a cada miembro del Salón de la Fama se exhibieron originalmente en el Museo Estatal de Tennessee en el centro de Nashville hasta que el Museo y Salón de la Fama de la Música Country abrió su propio edificio en abril de 1967. En esta instalación con techo de granero al frente de Music Row, las placas de bronce formaron una exhibición especial. A través de un acuerdo de licencia con la CMA, el Museo exhibe las placas de bronce conmemorativas de la membresía en un espacio y forma acorde con el honor.